# Distretto di Węgorzewo
Il distretto di Węgorzewo (in polacco powiat węgorzewski) è un distretto polacco appartenente al voivodato della Varmia-Masuria.

## Geografia antropica

### Suddivisioni amministrative
Il distretto comprende 3 comuni.
- Comuni urbano-rurali: Węgorzewo
- Comuni rurali: Budry, Pozezdrze